# 2nd United States Sharpshooters
Le 2nd United States Volunteer Sharpshooters Regiment, ou 2e régiment volontaire de tireurs d'élite des États-Unis, était une unité militaire de l'Armée de l'Union intégrée à l'armée régulière durant la guerre de Sécession. Levé en 1861 par Hiram Berdan à l'instar du 1st United States Sharpshooters, le second régiment en partage les caractéristiques : les volontaires, « fin tireurs » (sharpshooters), furent employés comme chasseurs ou tirailleurs, et ponctuellement comme tireurs de précision. Les « Berdan's Sharpshooters » des deux régiments étaient originellement caractérisés par leurs tenues vert sombre.
Le 2nd U.S. Sharpshooters fut actif de la fin 1861 au début 1865, en particulier au sein de la Eastern Iron Brigade.

## Composition
Le recrutement débuta en octobre 1861, avant que le 1er Régiment n'ait fini d'être constitué. Berdan fut nommé colonel des deux régiments, qui ne furent pas réunis en une seule brigade. Le colonel Henry A.V. Post assura le commandement entre le 1er janvier et le 16 novembre 1862. 
Le régiment comprenait huit compagnies provenant de divers états, notées "A, B, C, D, E, F, G, H" 
- La compagnie "A" fut recrutée dans le Minnesota en octobre 1861.
- La compagnie "B" dans le Michigan en octobre 1861.
- Compagnie "C" en Pennsylvanie, octobre 1861.
- Compagnie "D" dans le Maine, novembre 1861.
- Compagnie "E" dans le Vermont le 9 novembre 1861.
- Compagnie "F" et "G" dans le New Hampshire en novembre/décembre 1861.
- Compagnie "H" dans le Vermont le 31 décembre 1861[1],[2].

Le régiment fut dissous le 20 février 1865, les compagnies étant reversées dans des régiments de volontaires de leur état respectif.

## Équipement

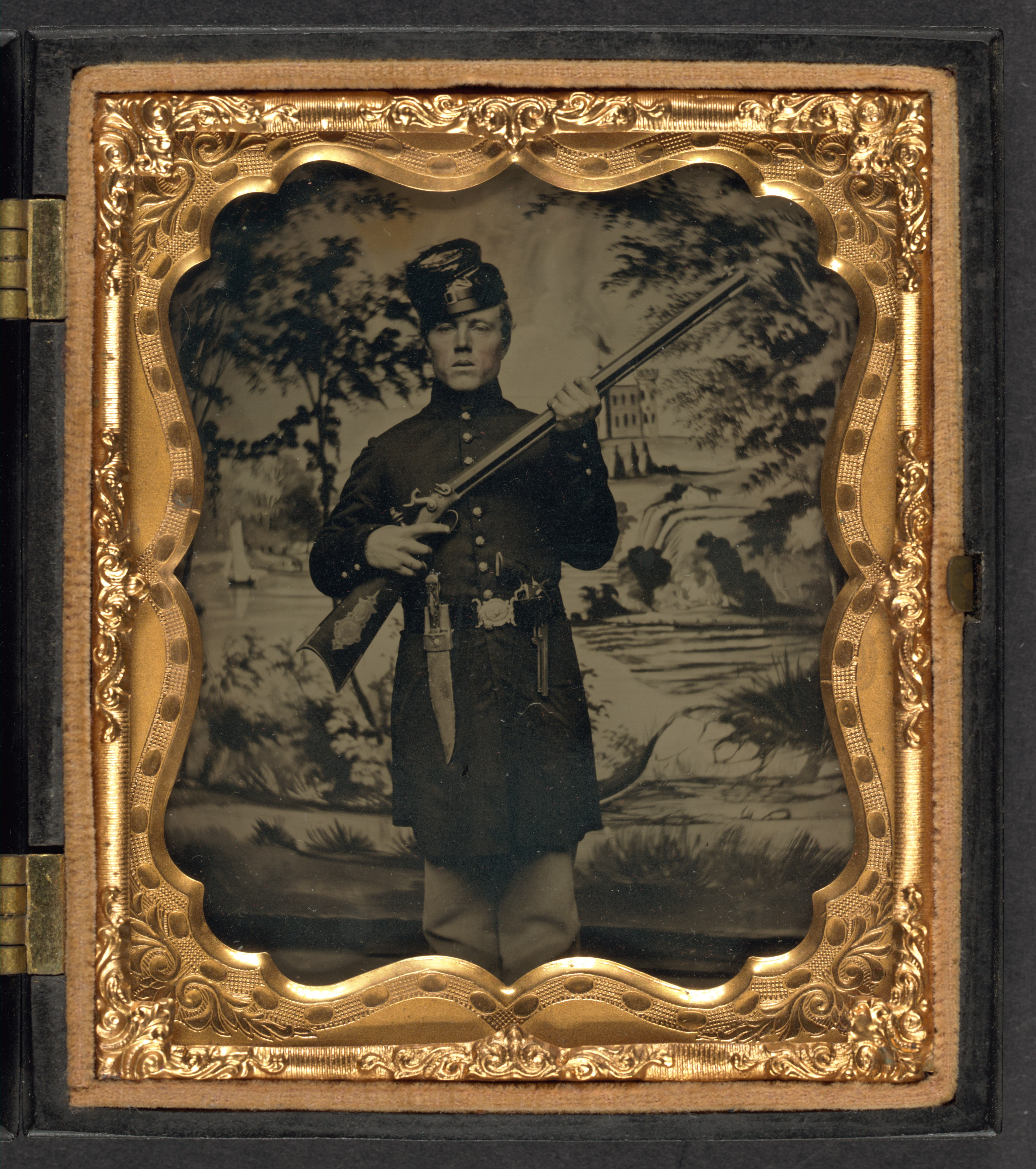
Soldat du 2nd U.S. Sharpshooters tenant un fusil de fort calibre.

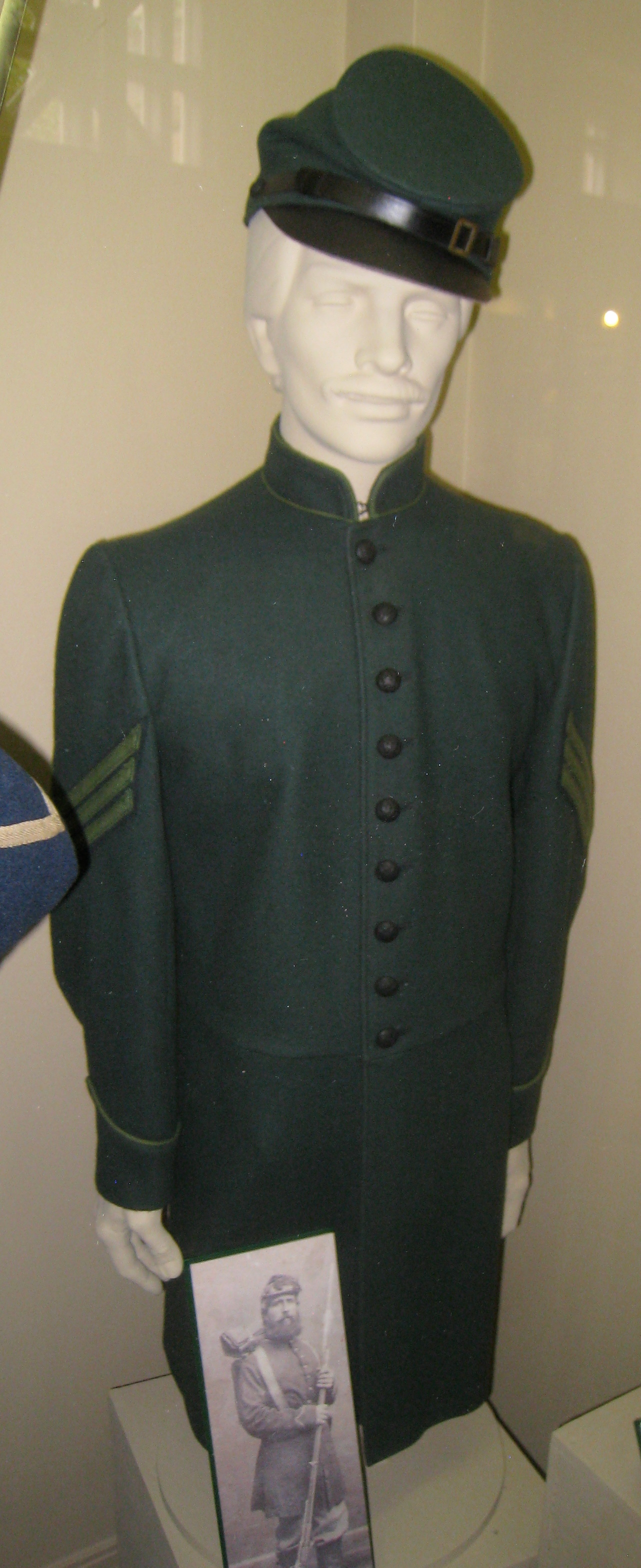
Tenue verte des Sharpshooters.

L'armement (en particulier le fusil Sharps) et l'équipement des Sharpshooters du second régiment étaient en tout point similaires à ceux du premier. La seule différentiation visible consistait en leur insigne de corps sur le képi. Au cours de la seconde partie de la guerre, l'uniforme vert sombre tendit à disparaître au profit de la tenue bleue fédérale. 

## Pertes
Le régiment déplora la mort de 250 hommes, dont la moitié par maladie.

## Autres unités de «sharpshooters»
Outre le régiment « frère » 1st United States Volunteer Sharpshooters et les « Western Sharpshooters », diverses formations adoptèrent la prestigieuse appellation durant la guerre civile : les 1st Battalion Maine Sharpshooters (en), 1st Battalion New York Volunteer Sharpshooters (en), 1st Battalion Ohio Sharpshooters (en), 1st Company Massachusetts Sharpshooters (en), 1st Regiment Michigan Volunteer Sharpshooters (en), 1st Company Massachusetts Sharpshooters (en). Les Confédérés répliquèrent en levant des unités plus restreintes, tels les 1st Georgia Sharpshooter Battalion (en), 23rd Alabama Battalion Sharpshooters (en), 30th Virginia Sharpshooters Battalion (en) et les Whitworth Sharpshooters (en).

Représentations des diverses missions des « sharpshooters »
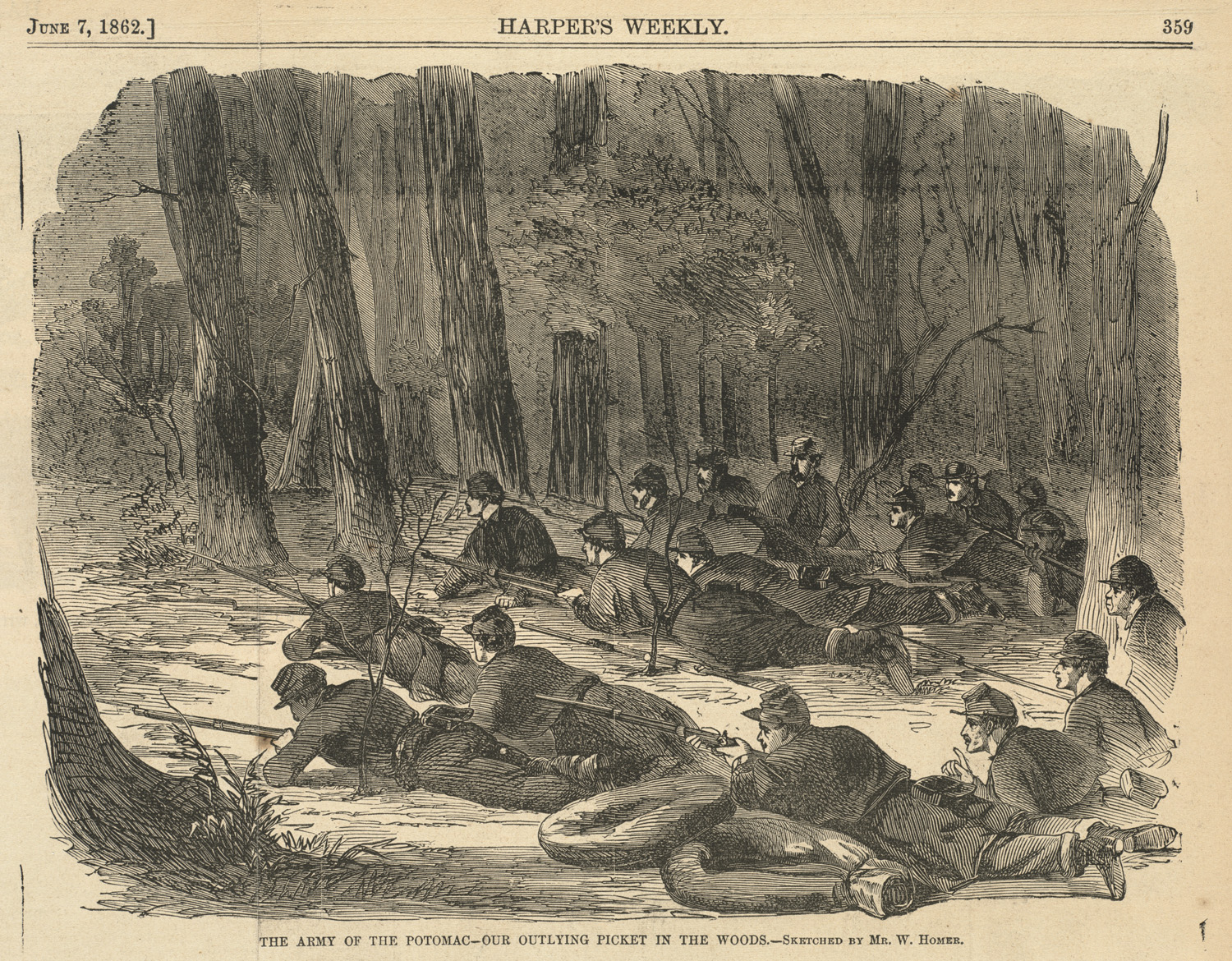
Sharpshooters de l'Armée du Potomac en«  piquet » (plus probablement prêts à une escarmouche).
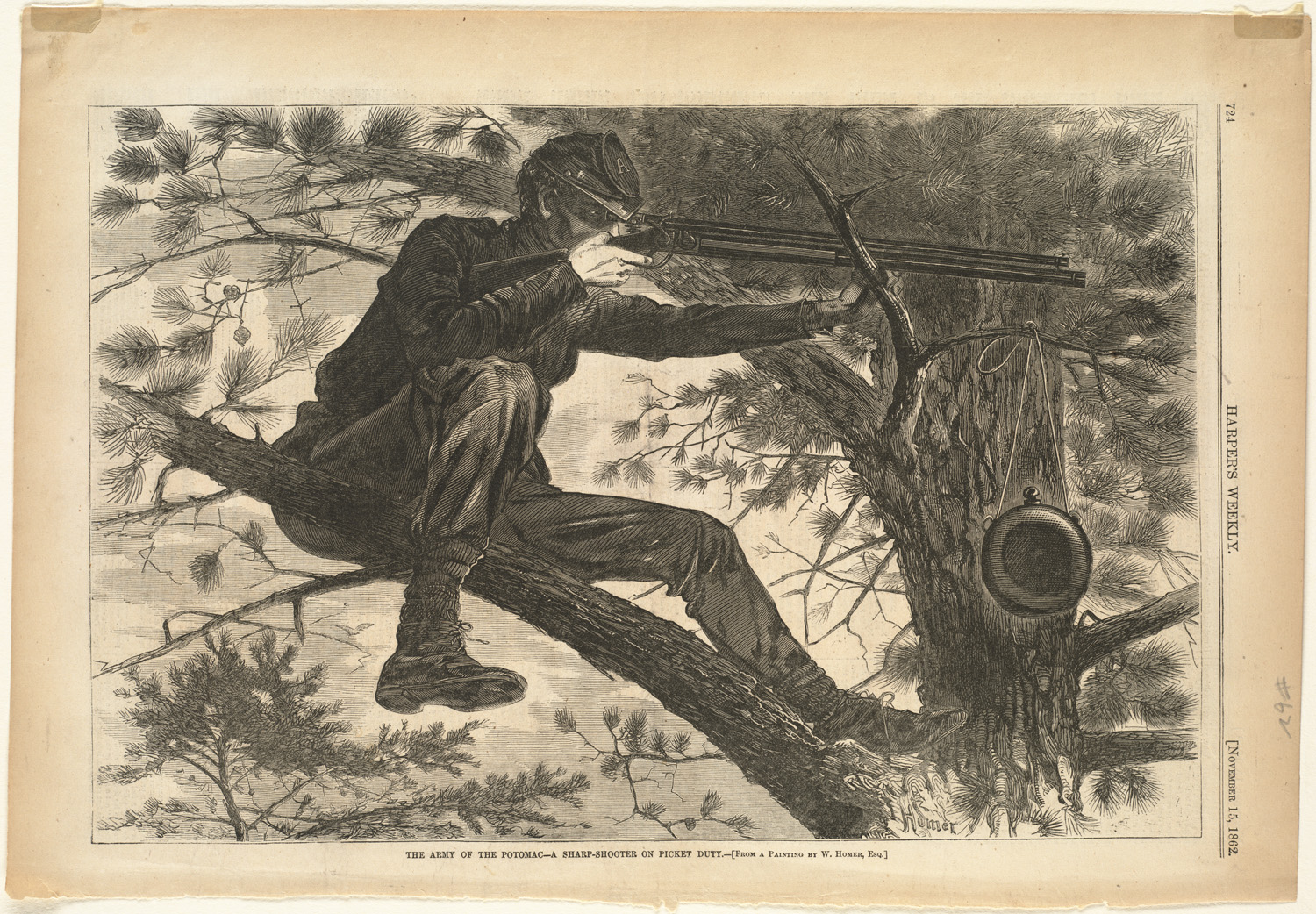
« Un sharp-shooter en piquet ». Gravure (comme celle de gauche) de Winslow Homer (1862).
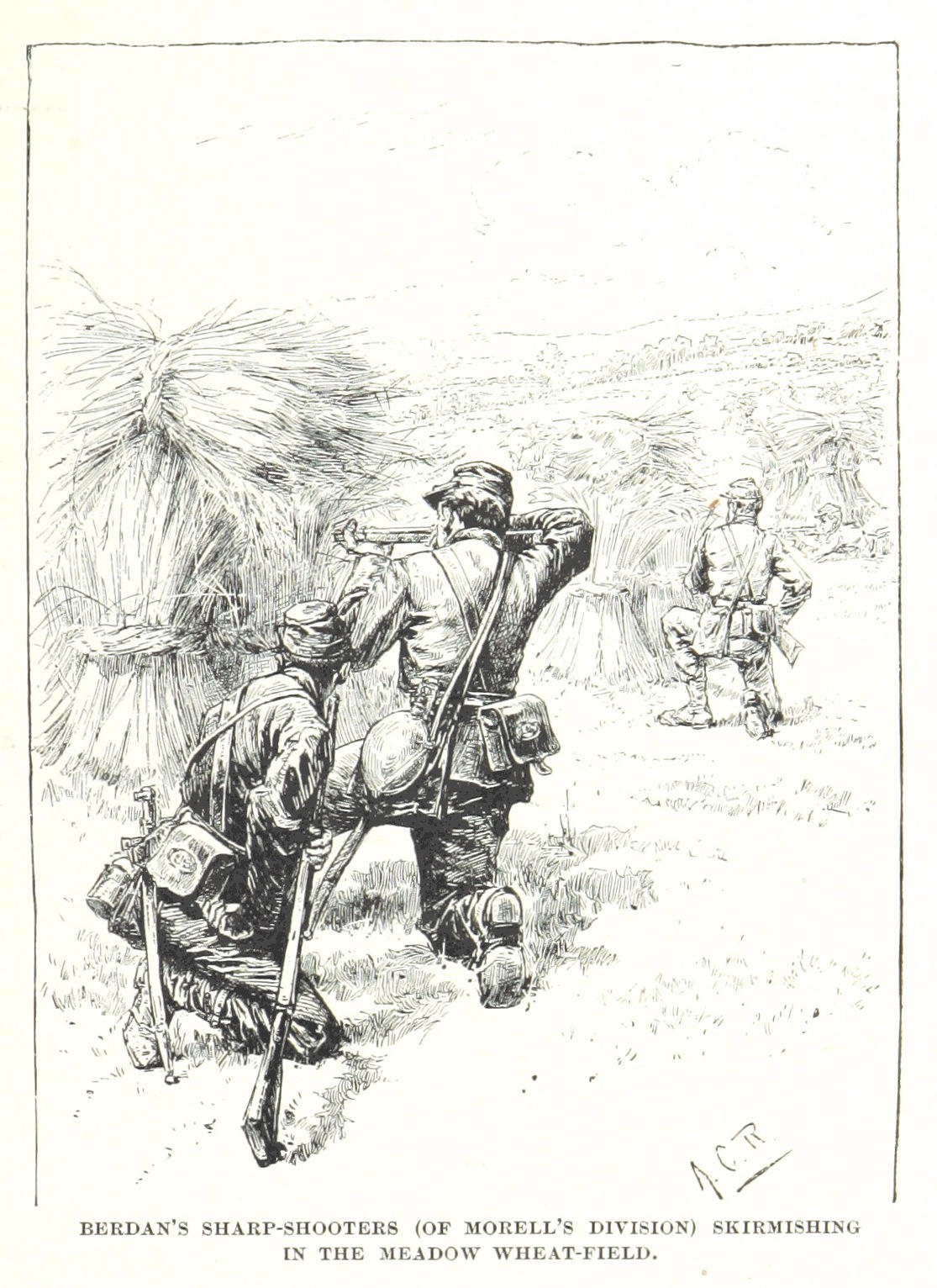
Combats en tirailleur à Malvern Hill.
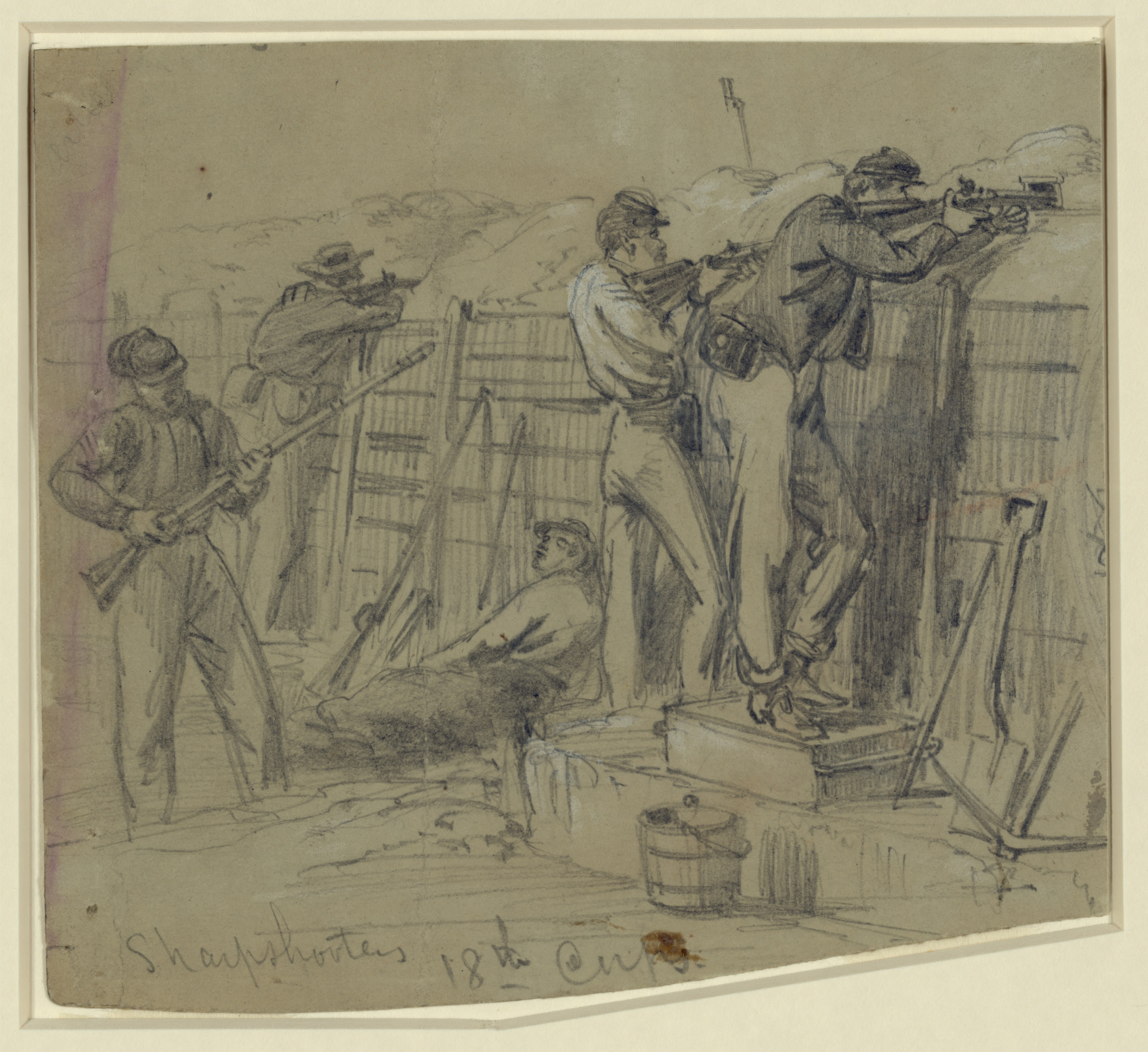
Tireurs d'élite dans des tranchées.
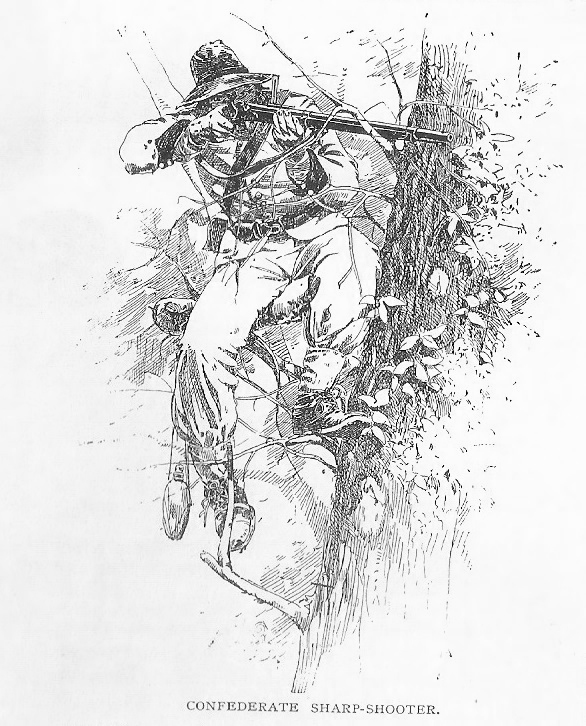
Sharpshooter confédéré dans la position devenue fameuse du « sniper » embusqué dans un arbre.
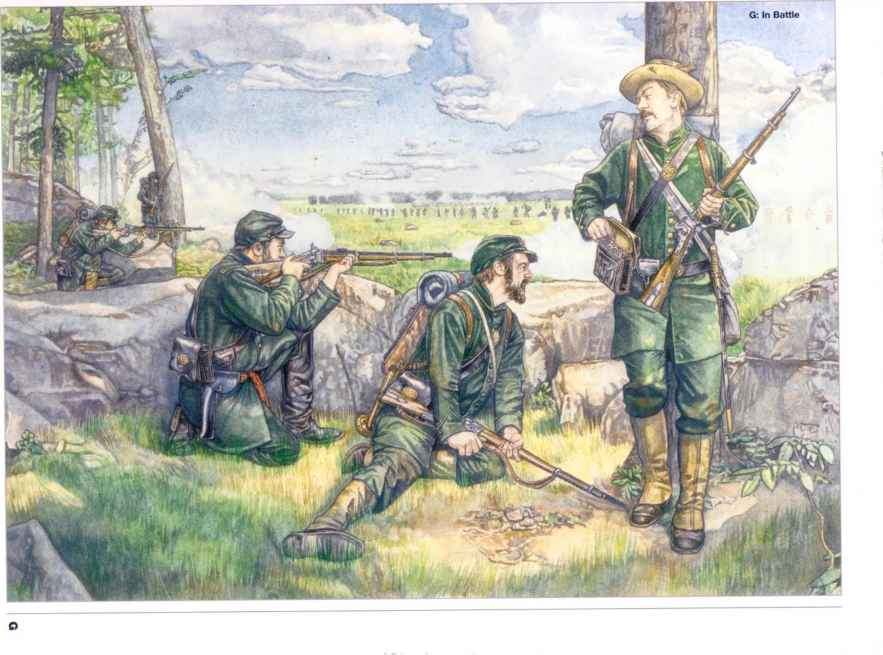
Représentation de tireurs du 1st Georgia Sharpshooter face aux lignes nordistes.